# Obertshausen
Obertshausen est une municipalité allemande située dans le land de la Hesse et l'arrondissement d'Offenbach.

## Jumelage
- Sainte-Geneviève-des-Bois (France) depuis 1971